# Ostré brdo
Ostré brdo (1383, 1319 m) – dwuwierzchołkowy szczyt w  Wielkiej Fatrze w Karpatach Zachodnich na Słowacji. Wznosi się we wschodnim  grzbiecie Ostredoka (1596 m). Stoki południowe opadają do dolinki Klinčeky (odgałęzienie Suchej doliny), stoki północne do doliny Lopušná (odgałęzienie Zelenej doliny). W stoki północno-wschodnie wcina się niewielka dolinka Veľká Štrbačka (odgałęzienie Zelenej doliny).
Ostré brdo ma porośnięte lasem stoki, ale wierzchołek jest skalisty, zbudowany z wapieni. Pas wapiennych skał ciągnie się tutaj przez Suchý vrch po Bielą skalę, podczas gdy okoliczne szczyty zbudowane są z margli. Na stokach północnych utworzono rezerwat przyrody Suchý vrch.